# Theodoros Deligiannis
Theodoros Deligiannis (grekiska: Θεόδωρος Δηλιγιάννης), född 2 januari 1820, död (mördad) 13 juni 1905, var en grekisk politiker.
Deligiannis ogillade som understatssekreterare angreppen på kung Otto och var 1867 grekiskt sändebud i Paris. Han var därefter upprepade gånger utrikes-, ecklesiastik- och statsminister. Deligiannis röstade 1877 för krig och var ministerpresident 1885-86, 1890-92 samt 1895-97. Han var företrädare för en lättsinnig storgrekisk krigspolitik, som tillfogade landet svåra skador och förödmjukelser och 1897 ledde till det svåra nederlaget i Thessalien mot Turkiet i det Grekisk-turkiska kriget 1897. Trots sina misslyckanden blev Deligiannis ytterligare två gånger ministerpresident, 1902-1903 och 1904-1905, under den sista ämbetsperioden blev han mördad.